# Gregor Stähli
Gregor Stähli, född den 28 februari, 1968, är en schweizisk utövare av skeleton, aktiv mellan 1989 och 2007. Under sin karriär vann han två olympiska medaljer, två brons från 2002 och 2006.
Stähli vann också 8 medaljer vid VM (två guld, tre silver och tre brons).